# 马烈乡
马烈乡，是中华人民共和国四川省雅安市汉源县下辖的一个乡镇级行政单位。

## 行政区划
马烈乡下辖以下地区：
马烈村、深溪村、方村村、新华村、新合村和三坪村。